# منتخب كاليدونيا الجديدة تحت 23 سنة لكرة القدم
منتخب كاليدونيا الجديدة تحت 23 سنة لكرة القدم هو ممثل كاليدونيا الجديدة الرسمي في المنافسات الدولية في كرة القدم في فئة كرة قدم تحت 23 سنة للرجال
، يديريه اتحاد كاليدونيا الجديدة لكرة القدم.

كاليدونيا الجديدة هي تجمع خاص تابع لفرنسا يقع في أوقيانوسيا في جنوب غرب المحيط الهادئ على بُعد 1210 كم (750 ميلًا) إلى الشرق من أستراليا وعلى بُعد 16,136 كم (10,026 ميلاً) إلى الشرق من الأراضي الفرنسية.